# كاستيليوني دي غارفانيانا
كاستيجليون دى جارفانيانا (Castiglione di Garfagnana) هي بلدة محصنة من العصور الوسطى وبلدية من 1783 نسمة في مقاطعة لوكا. تقع على تلة فوق نهر إسارولو، وهو أحد روافد نهر سيرشيو.
تشتهر البلدة بفرقة فيلا ريفيليا، التي تأسست عام 1858 تحت اسم فانفار شعبية. وهي واحدة من أجمل القرى في إيطاليا.

## التاريخ
تعود أصول البلدة إلى كاسترا رومانية، تسمى كاستروم ليونيس, ("قلعة الأسد")، التي بُنيت للسيطرة على الوادي المؤدي إلى ممر سان بيليغرينو، الذي يعد أسهل مدخل للجيش عبر جبال الأبينيني. تطورت الحصن لاحقًا تحت حكم اللومبارد والفرنجة.
في عام 1170، تم حصارها من قبل جمهورية لوكا. استسلمت كاستيجليون، ولكن الضرائب المرتفعة المفروضة أدت إلى تشكيل المدينة تحالفًا مع بلديات أخرى من غارفانيانا ضد لوكا.
في عام 1227، تم حصار كاستيجليون مرة أخرى وتعرضت لمزيد من الدمار على يد الجنود اللوقيين. استمرت النزاعات السياسية في السنوات التالية، حتى تم التوصل إلى السلام في عام 1371: حصلت لوكا على السيطرة النهائية على كاستيجليون، وأقامت مديرًا دائمًا. تم تحديث الهيكل الدفاعي بتوسيع أسوار المدينة.
خلال القرن الخامس عشر، كانت كاستيجليون واحدة من القلائل من المجتمعات في غارفانيانا التي لم تخضع لعائلة استي، بل ظلت وفية لجمهورية لوكا. طوال الحروب ضد عائلة استي، تعرضت الحصن مرة أخرى للحصار، وبالأخص في عامي 1603 و1613. ثم تلت فترة طويلة من السلام، تخللتها فقط نزاعات حدودية مع البلديات المجاورة.
في مؤتمر فيينا (1815) تم تعيين كاستيجليون لـماريا لويزا من بوردون، دوقة لوكا الكبرى، التي سلمتها في عام 1819 إلى فرانسيس الرابع من مودينا.

## المعالم الرئيسية
أكثر المعالم جاذبية في كاستيجليون هو الجسر القوطي الذي بناه سبينيتا مالاسبين في القرن الثالث عشر. البلدة مشهورة أيضًا بأسوارها التي تعود للقرن الثالث عشر، المحفوظة جيدًا، والتي تحتوي على أبراج كبيرة (توريوني) والقلعة (روكا).
تم بناء كنيسة سان بييرو في عام 723 بواسطة شقيقين لومبارديين، أوريناند وغوديفريد، لكنها أعيد بناؤها إلى حد كبير في القرن الثاني عشر على يد الأسقف غيدو الثالث من لوكا. سان ميشيل (القرن الرابع عشر) هي المبنى الديني الرئيسي الآخر في البلدة. كلا الكنستين تستخدمان الأبراج كجرس.
توجد كنيسة سان بيليغرينو (في الفرعي من نفس الاسم)، على ارتفاع 1,400 متر (4,600 قدم) وتطل على وادي نهر سيركيو، حيث تحتوي على الرفات القديسين سان بيليغرينو وسان بيانكو.
توفر البلدة إطلالة بانورامية على الوادي أدناه.

## المدن الشقيقة
- إزولا (الألب الجبلية)، فرنسا، منذ عام 2010